# Національна святиня
Націона́льна святи́ня, або націона́льне святи́лище (лат. sanctuarium nationale, англ. national shrine) — у Католицькій церкві почесне звання храму, що має особливе історичне, релігійне і культурне значення. Визначається національними конференціями єпископів, координаційним органом Католицької церкви в тій чи іншій країні.